# Senna armata
Senna armata là một loài thực vật có hoa trong họ Đậu. Loài này được (S.Watson) H.S.Irwin & Barneby miêu tả khoa học đầu tiên.